# 가상적국
가상적국(假想敵國 영어: potential enemy)은 일국이 군비 내지 작전계획, 즉 국방계획을 세움에 있어서 그 전제가 되고 또는 규준(規準)이 되는 국가다. 또 국민의 사상적 동원의 대상이 되어 있는 국가도 포함된다. 국방계획은 모든 조건과 가능성을 고려하고 종합하여 하나의 정세판단으로 집약해서 이것을 기초로 장기계획과 연차계획을 작성하는 것이 각국 참모본부의 방식이다. 따라서 일국의 국방체제는 가상적국의 상태에 의해 상대적으로 결정된다. 가상적국의 상정은 거의 지리적 조건·역사적 조건에 의하여 정해지고, 현실로는 잠재적 전쟁이 이루어지고 있는 경우가 많다.

## 참고 자료
- 이 문서에는 다음커뮤니케이션(현 카카오)에서 GFDL 또는 CC-SA 라이선스로 배포한 글로벌 세계대백과사전의 내용을 기초로 작성된 글이 포함되어 있습니다.

## 같이 보기
- 유엔 적국조항(영어판)